# 北海道道233号新富様似停車場線
北海道道233号新富様似停車場線（ほっかいどうどう233ごう しんとみさまにていしゃじょうせん）は、北海道様似郡様似町内を結ぶ一般道道である。

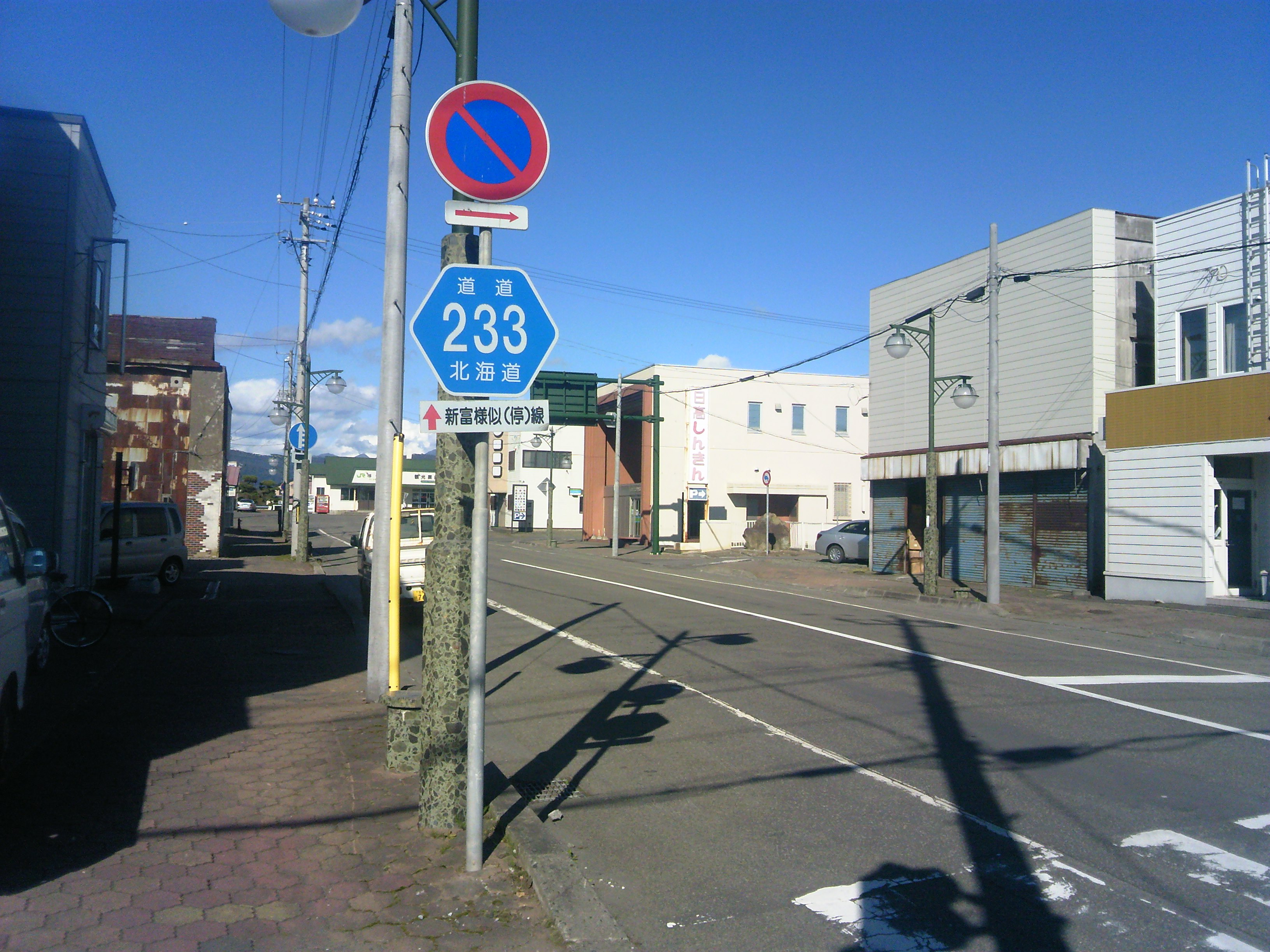
様似駅前

## 概要

### 路線データ
- 起点：北海道様似郡様似町字新富
- 終点：北海道様似郡様似町大通1丁目（JR北海道 日高本線 様似駅跡）
- 総延長：13.3km

## 歴史
- 1957年（昭和32年）3月30日 - 131号として路線認定[1]。
- 1994年（平成6年）10月1日 - 路線番号を233号に変更[2]。

## 路線状況

### 重複区間
- 様似町大通2丁目 - 様似町大通1丁目（国道336号）

## 地理

### 通過する自治体
- 日高振興局
  - 様似郡様似町

### 主な接続道路
様似町
- 国道336号 - 大通2丁目、大通1丁目（重複）

### 沿線にある施設など
様似町
- 様似町立様似中学校 - 錦町53
- 様似郵便局 - 錦町6-6
- セブンイレブン様似大通2丁目店 - 大通2丁目32

## 備考
- 全て舗装区間となっているが、途中1.5車線の狭隘区間がある。
- 起点から7km北側に国道236号があるが、そこまでの区間は道道となっていない。